# Olga Bisera
Olga Bisera, pseudonimo di Bisera Vukotić (Mostar, 26 maggio 1944), è un'attrice e giornalista jugoslava naturalizzata italiana.

## Biografia
Nata col nome Bisera Vukotić, è stata attiva essenzialmente nel cinema italiano come interprete di b-movie e di qualche film d'autore fra il 1967 e il 1982. Ha recitato, inoltre, come Bond girl in La spia che mi amava. Negli anni settanta ha anche posato come modella per la rivista maschile Playmen.
Come scrittrice ha pubblicato, edito da Gremese, il libro Ho sedotto il potere, in cui ritrae alcuni 'grandi' della politica internazionale, fra cui Muʿammar Gheddafi. È stata anche compagna del produttore cinematografico e regista Luciano Martino.

## Filmografia
- Akcija inspektora Rukavine, regia di Jovan Konjovic – film TV, accreditata come Bisera Vukotić (1965)
- Deca vojvode Smita, regia di Vladimir Pavlovich – accreditata come Bisera Vukotić (1967)
- Reginin sat, regia di Dejan Corkovic – film TV, accreditata come Bisera Vukotić (1967)
- Ardenne '44, un inferno (Castle Keep), regia di Sydney Pollack – accreditata come Bisera (1969)
- Il magnifico west, regia di Gianni Crea – non accreditata (1972)
- Beati i ricchi, regia di Salvatore Samperi (1972)
- L'uccello migratore, regia di Steno – non accreditata (1972)
- Ancora una volta prima di lasciarci, regia di Giuliano Biagetti (1973)
- Super Fly T.N.T., regia di Ron O'Neal (1973)
- Diario segreto da un carcere femminile, regia di Rino Di Silvestro (1973)
- Amore libero - Free Love, regia di Pier Ludovico Pavoni (1974)
- Un sussurro nel buio, regia di Marcello Aliprandi (1976)
- Culastrisce nobile veneziano, regia di Flavio Mogherini (1976)
- La vergine, il toro e il capricorno, regia di Luciano Martino (1977)
- L'occhio dietro la parete, regia di Giuliano Petrelli (1977)
- La spia che mi amava (The Spy Who Loved Me), regia di Lewis Gilbert (1977)
- 6000 km di paura, regia di Bitto Albertini (1978)
- Christa, folle de son sexe, regia di Michel Berkowitch – accreditata come Olga Bis (1980)
- La sconosciuta – miniserie TV, 2 episodi (1982)